# Gesonula punctifrons
Gesonula punctifrons är en insektsart som först beskrevs av Carl Stål 1861.  Gesonula punctifrons ingår i släktet Gesonula och familjen gräshoppor. Inga underarter finns listade i Catalogue of Life.